# Sorex fumeus
Espèce
Statut de conservation UICN

 LC  : Préoccupation mineure
La Musaraigne fuligineuse (Sorex fumeus) est une petite espèce d'insectivore de la famille des soricidés. On la retrouve en Amérique du Nord dans l'est du Canada et le nord-est des États-Unis. Elle est de couleur gris ardoise en hiver et brune en été.

## Caractéristiques
La Musaraigne fuligineuse est gris ardoise en hiver et elle devient brune à l'été. Elle a une longueur totale de 11 à 13 cm incluant une queue de 3,7 à 5,2 cm de long. Ses pieds mesurent entre 12 et 15 mm. Les individus adultes ont un poids se situant entre 6 et 11 g. Les mâles sont légèrement plus gros que les femelles. Elle ressemble à la Musaraigne cendrée, mais elle a une plus grande taille, un pelage plus foncé et un pavillon d'oreille plus développé et elle se distingue de la Musaraigne de la Gaspésie par sa queue qui est plus longue. Son museau porte de longues vibrisses tactiles qui lui facilite la recherche de nourriture et de proies.
La longévité de la Musaraigne fuligineuse est de 14 à 17 mois.

## Mœurs
La Musaraigne fuligineuse est active le jour et la nuit à longueur d'année. Lorsqu'elle se sent menacée, elle émet des cris ressemblant à au bruit d'une crécelle aigu. Ses principaux prédateurs sont les belettes, les buses, les grandes musaraignes, les hiboux, les lynx roux et les renards roux.

## Reproduction
Les femelles ont généralement deux ou trois portées entre le mois d'avril et d'août ayant jusqu'à neuf petits, mais habituellement cinq ou six, après une gestation d'environ trois semaines. Les petits atteignent leur maturité sexuelle à la fin de leur premier hiver. Au printemps, les organes génitaux des mâles augmentent en taille ainsi que les glandes odoriférantes qu'ils ont sur les flancs. Elle se couche sur le dos et bat l'air de ses pattes en poussant des cris en tentant de faire fuir la menace.

## Alimentation
Durant la saison estivale, l'alimentation de la Musaraigne fuligineuse est composée à près de 80 % d'insectes, principalement des coléoptères, des diptères, des lépidoptères et des scarabées tandis que, durant la saison hivernale, son menu contient plutôt des larves, des pupes et des insectes en dormance. Elle se nourrit aussi d'araignées, de centipèdes, de cloportes, d'escargots et de vers. Parfois, il lui arrive de capturer des salamandres ou d'autres petits amphibiens, des oisillons et des petits mammifères nouveau-nés.

## Répartition et habitat
L'aire de répartition de la Musaraigne fuligineuse se situe dans le nord-est de l'Amérique du Nord et comprend le sud du Québec et de l'Ontario ainsi que tout le Nouveau-Brunswick et la Nouvelle-Écosse au Canada. Elle comprend aussi l'est des États-Unis à partir de la frontière canadienne jusqu'au nord de la Géorgie et au Tennessee.
On la retrouve dans les forêts de feuillus et les forêts mixtes près d'un cours d'eau surtout dans les endroits humides avec un sol friable ayant un humus épais. On la retrouve aussi dans les tourbières, les marais et les zones herbeuses. Comme abri, elle se fabrique un nid de forme sphérique ayant une circonférence d'environ 23 cm avec des feuilles, des herbes et des poils généralement situé sous une souche ou un tronc d'arbre. La Musaraigne fuligineuse ne se creuse pas de galeries, mais il lui arrive souvent d'emprunter les galeries creusées dans l'humus par des campagnols, des condylures ou des grandes musaraignes.

## Sous-espèces
La Sorex fumeus a deux sous-espèces reconnuesSelon MSW :
- Sorex fumeus fumeus
- Sorex fumeus umbrosus

## Relations avec l'homme
La Musaraigne fuligineuse est utile dans l'agriculture et la production forestière, car elle consomme une grande quantité d'insectes qui affectent les cultures.

#### Ouvrage
- Jacques Prescott et Pierre Richard, Mammifères du Québec et de l'est du Canada, Waterloo (Québec), Éditions Michel Quintin, 2004, 400 p. (ISBN 2-89435-270-0)